# Sierra de Ajusco-Chichinauhtzin
Sierra de Ajusco-Chichinauhtzin – meksykańskie pasmo górskie umieszczone pomiędzy dzielnicami: Tlalpan, Xochimilco i Milpa Alta, na południu Dystryktu Federalnego.

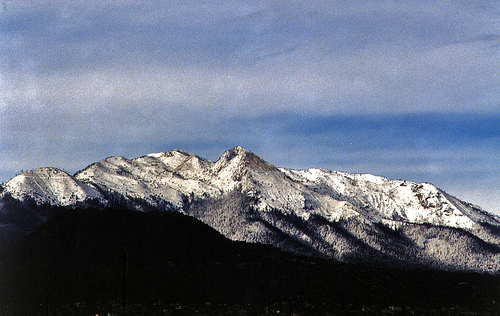
Sierra de Ajusco-Chichinauhtzin

Na jego terenie znajduje się ponad sto wulkanów, między innymi: Tláloc (3690 m n.p.m.), Chichinautzin (3430 m n.p.m.), Xitle (3100 m n.p.m.), Pelado (3 600 m n.p.m.) i Cuautzin (3510 m n.p.m.). Najwyższy punkt to szczyt La Cruz del Marqués na wulkanie Ajusco (3930 m n.p.m.). Dużą część pasma zajmuje Park Narodowy Cumbres del Ajusco.
Sierra de Ajusco-Chichinauhtzin tworzy południową granicę Dystryktu Federalnego i oddziela dolinę Meksyku od doliny Morelos. Łańcuch powstał w czwartorzędzie.